# Saison 3 de Wakfu
Chronologie
Épisodes spéciaux de Wakfu Saison 4
Cet article présente les épisodes de la troisième saison de la série télévisée d'animation française Wakfu réalisée par les studios Ankama Animations. La réalisation est de Fabrice Nzinzi et le scénario est entièrement écrit par Tot.

## Genèse, développement et promotion

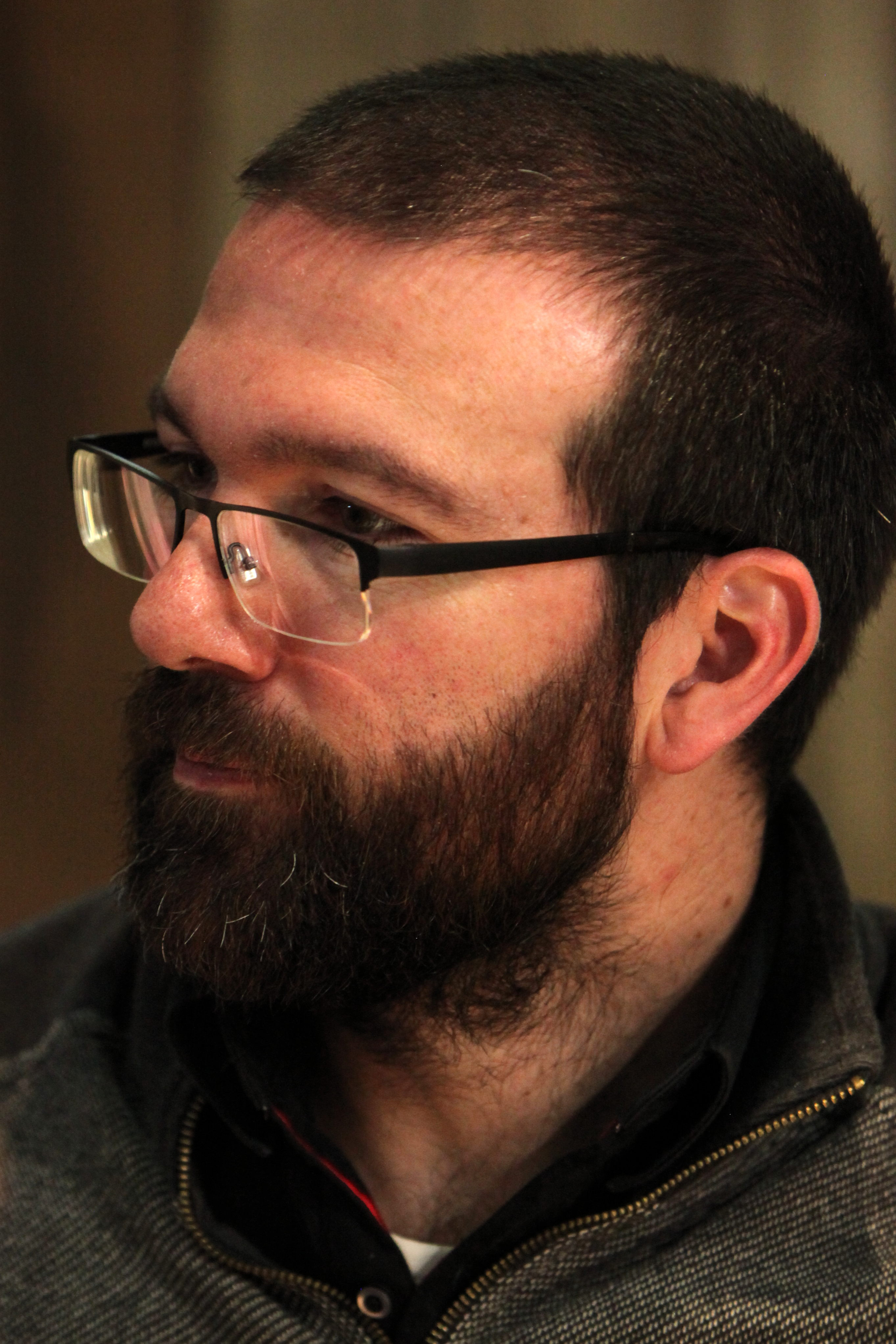
Tot, alias Anthony Roux, le créateur de la série et scénariste de la troisième saison.

Après avoir essayé sans succès de convaincre France Télévisions pour diffuser sa saison 3, l'entreprise française Ankama se tourne vers le site de streaming Netflix, selon un post de Xavier Houssin sur son site DeviantArt : 

« Nous venons de signer pour une troisième saison avec Netflix, nous allons probablement commencer la production en septembre. »

L'information est retirée peu de temps après et remplacée par :

« Désolé, je ne suis pas sûr de ceci, nous travaillons toujours sur quelques projets animés, mais concernant la 3e saison de Wakfu, je n’ai pas d’informations précises à l’heure actuelle. Attendez des nouvelles officielles sur le site Ankama. »

Contrairement aux saisons précédentes, il n'y a pas 26 épisodes de 24 minutes mais 13 épisodes de 23 minutes chacun. Distribuée par Netflix et France Télévisions, la saison bénéficie de 3,3 millions d'euros, deux fois moins que pour la précédente. Dans sa première « Lettre à la communauté », Tot, scénariste de la série, déclare que la saison sera rallongée en cas de succès.
Le premier teaser est dévoilé le 29 avril 2016 sur la plateforme de vidéos en ligne YouTube. Le deuxième est sorti le 15 juin et le troisième en novembre 2016 au Comic-Con de New York en même temps qu'un financement participatif,. Une opération réussie avec brio (un « bilan très positif » selon Latetia Jaeck, directrice générale adjointe d'Ankama), et 251 841 € récoltés. De nouvelles images de la série sont présentés aux Geek Days le 21 mai 2017. En partenariat avec IGN une bande-annonce est diffusée le 6 juin à l'occasion du festival international du film d'animation d'Annecy 2017, où le premier épisode de la saison est diffusé le 12 du même mois,. Ce dernier est également présenté à la Japan Expo 2017,.
Les différentes dates de sortie annoncées sont différentes selon les versions : mi-2017 sur France 4 et sur Netflix d'après des propos d'Anthony Roux sur Twitter en juillet 2016,, septembre sur Netflix puis octobre à la télévision, etc. La date de sortie française est finalement communiquée via le webzine Gamakna fin juin 2017 : septembre 2017 et celle internationale à Annecy, pour début 2018 sur Netflix.
Le 30 août 2017, le premier épisode sort en avant-première dans l'offre numérique de France Télévisions avant sa diffusion intégrale le 2 septembre. En octobre, elle est disponible intégralement sur Netflix en France. La saison est rediffusée pour la première fois dès le 13 janvier 2018, toujours sur France 4. La diffusion à l'international de la saison trois de Wakfu via Netflix, en quatorze langues, est lancée le 1er avril 2018.

## Fiche technique générale
Sauf indication contraire ou complémentaire, les informations mentionnées dans cette section proviennent du générique de fin de l'œuvre audiovisuelle présentée ici.
- Réalisation : Fabrice Nzinzi
- Scénario : Anthony Roux
- Montage : Ivy Buirette
- Production : Sébastien Blanchard, Pauline Wallez
- Character designer : Xavier Houssin
- Sociétés de production : Ankama Animations, Frakas Productions, Pictanovo, avec le soutien du tax shelter du Gouvernement fédéral belge et de la région française Hauts-de-France
- Durée des épisodes : environ 23 minutes

## Accueil

### Critique
Pour Focus on Animation, site web en rapport avec le festival d'animation d'Annecy, Tomber de haut est « un premier épisode de mise en place classique, qui intercale flashbacks, découverte de la situation actuelle de chaque personnage ». Ainsi, dans la saison trois, qui possède tout de même un « ton tragi-comique plus adulte » que les deux premières, « on sent la volonté d'économie de la part d'Ankama, qui se traduit par quelques astuces empruntées à la japanime : un plan fixe qui s'attarde, une action qui se déroule hors champ, un chara-design épuré... C'est propre, ce n'est pas abusé, mais ça se voit. »

### Audiences
La saison attire en moyenne 310 000 spectateurs par épisode (dont 11,1 % de part de marché chez les 4-11 ans et 17,9 % chez les 11-14), avec une montée des nombres au fur et à mesure de la diffusion. Quant à elles, les rediffusions numériques atteignent un total de 1,3 million de vues, battant le record de visionnage sur la plateforme web de France Télévisions.